# آنجو مودی
آنجو مودی یک طراح لباس هندی است که برای باجیرائو مستانی (2015) و راملیلا (2013) طراحی کرده است. او جایزه فیلم فیر را برای بهترین طراحی صحنه و لباس در سال 2016 دریافت کرد 
او از سال 1990 بخشی جدایی ناپذیر از صنعت مد هند بوده است. در طول سال‌ها، صنعت مد هند شاهد بوده است که عضو موسس شورای طراحی مد هند (FDCI)  با موفقیت  در نقش‌های یک صنعتگر و یک طراح نقش‌آفرینی کرده است. مودی متعهد به تحریک رشد نساجی و صنعتگران هندی است.